# کنترل بازخوردی
کنترل پسخوردی (feedback control) عملی است که در صورت وجود اغتشاش، اختلاف میان خروجی سیستم و ورودی مبنا (یک حالت مطلوب متغیر دلخواه) را کاهش می‌دهد و بر مبنای همین اختلاف عمل می‌کند.
اغتشاشات به دو نوع تقسیم می‌شوند: قابل‌پیش‌بینی و غیرقابل‌پیش‌بینی. اغتشاشات قابل‌پیش‌بینی یا معلوم را همواره می‌توان در درون سیستم جبران کرد. بطوریکه دیگر سنجش خروجی لازم نباشد.